# Samuel Hill (Radsportler)

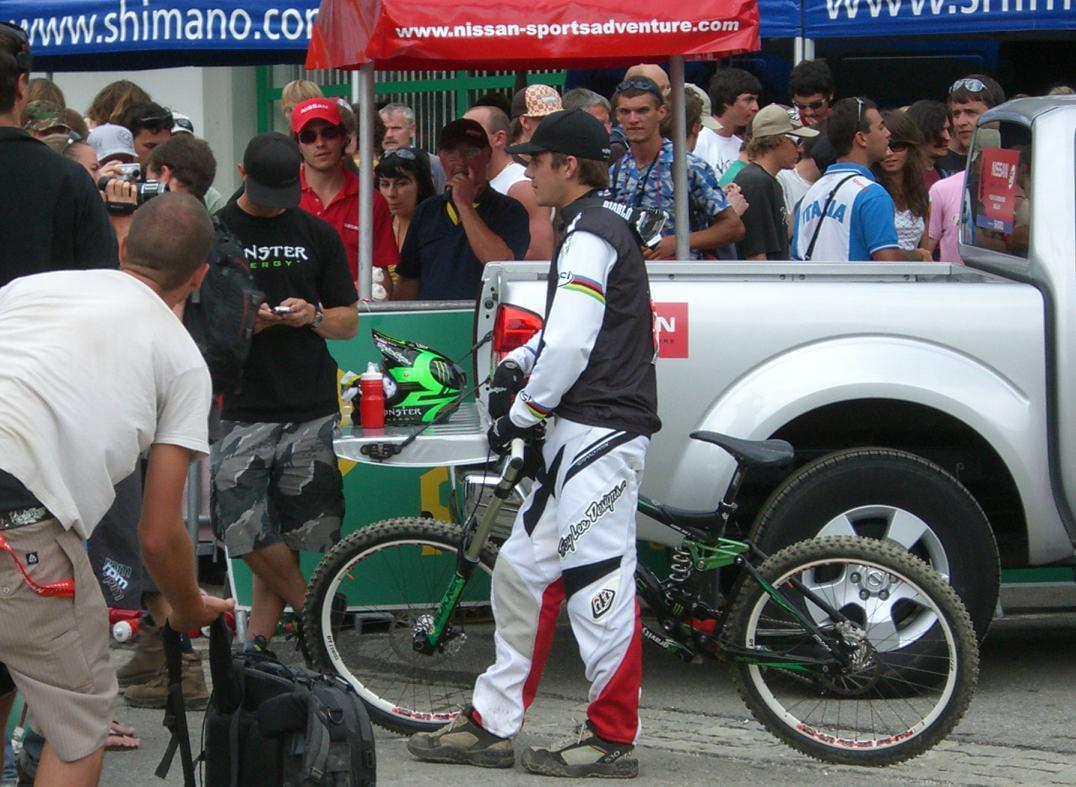
Sam Hill gewinnt den Downhill-Weltcup in Schladming 2007

Samuel Hill (* 21. Juli 1985) ist ein australischer Mountainbiker aus Parkerville, Australien. 2006, 2007 und 2010 wurde er Downhill-Weltmeister. 2007 und 2009 gewann er außerdem den Mountainbike-Weltcup im Downhill. Er fährt ab der Saison 2013 für das Downhillsport Team „CRC-Nukeproof“.
Bevor er mit zwölf Jahren sein erstes Downhill-Rennen bestritt, fuhr er Motocross und BMX. Sam Hill wurde 2002 und 2003 Junior Weltmeister und fährt ab 2009 für das Team Specialized im UCI Downhill-Weltcup. 2007 gewann der Australier mit seinem Iron Horse Sunday die Downhill-Rennen in Maribor (Slowenien), Fort William, Schladming, Mont Sainte-Anne und Thredbo.
Sam Hill ging bei der EWS 2017 an den start und konnte auf Anhieb die Gesamtwertung für sich entscheiden.